# Charles-Auguste-Joseph Walter de Saint-Ange
Charles-Auguste-Joseph Walter de Saint-Ange est un ingénieur français, né le 11 décembre 1793 à Charleville-Mézières (Ardennes) et mort le 29 juillet 1851 à Rompon (Ardèche).

## Biographie
Fils de François Valterre baron de Saint-Ange, maréchal de camp, et de Madeleine Modiquet, il entra à l'école militaire de Saint-Cyr et servit comme officier dans l'artillerie jusqu'en 1822. 
Il entama ensuite une carrière dans l'industrie : directeur des Fonderies et ateliers de construction de Vienne (Isère), il dirigea notamment la construction des hauts-fourneaux de La Voulte (Ardèche) et des forges de Terrenoire (Loire).
De 1830 jusqu'à sa mort, Walter de Saint-Ange fut professeur à l'École centrale des arts et manufactures. Il enseigna la théorie des machines, puis la métallurgie du fer et enfin la construction et l'établissement des machines. Il s'occupa dans le même temps de divers travaux dans l'industrie : machines d'exploitation des Ardoisières de Chattemoue (Mayenne), forges d'Aron (Mayenne), papeterie d'Essonnes (Seine-et-Oise), haut-fourneau d'Ivoy-le-Pré (Cher), forges de Rosières (Cher), etc.

## Écrits
Walter de Saint-Ange a publié un ouvrage remarqué, qui est aussi un résumé de ses cours à l'École centrale des arts et manufactures :
- Walter de Saint-Ange (ill. César-Nicolas-Louis Leblanc), Métallurgie pratique du fer : Description méthodique des procédés de fabrication de la fonte et du fer, Librairie scientifique et industrielle de L. Mathias (Augustin), 1835-1836 (lire en ligne)

## Sources
- Francis Pothier, Histoire de l'École centrale des arts et manufactures, Paris, 1887.
- Notices d'autorité :   - VIAF
  - ISNI
  - IdRef
  - GND
  - Pologne
  - NUKAT